# NGC 6482
NGC 6482 é uma galáxia elíptica (E) localizada na direcção da constelação de Hercules. Possui uma declinação de +23° 04' 22" e uma ascensão recta de 17 horas, 51 minutos e 48,7 segundos.
A galáxia NGC 6482 foi descoberta em 12 de Julho de 1830 por John Herschel.